# Фараулеп
Фараулеп (англ. Faraulep) — атолл в Тихом океане в архипелаге Каролинские острова. Является частью Федеративных Штатов Микронезии и административно входит в состав штата Яп.

## География
Фараулеп расположен в западной части Каролинских островов в 116 км к юго-западу от острова Гаферут и в 695 км к востоко-юго-востоку от островов Яп. Ближайший материк, Азия, расположен в 3200 км.
Фараулеп представляет собой небольшой атолл почти квадратной формы, длина сторон которого составляет 3 и 5 км, а общая площадь с лагуной — 7 км². При этом площадь суши острова, состоящего из трёх моту, составляет всего 0,4 км².
| № | Моту        | Площадь, Га | Население, чел. (2000) | Координаты                      |
| - | ----------- | ----------- | ---------------------- | ------------------------------- |
| 1 | Фуасубукору | 10,2        |                        | 8°36′56″ с. ш. 144°32′02″ в. д. |
| 2 | Нигаруйару  | 20,2        |                        | 8°36′23″ с. ш. 144°32′04″ в. д. |
| 3 | Эате        | 11,7        |                        | 8°35′14″ с. ш. 144°33′00″ в. д. |
|   | Фараулеп    | 42,1        | 221                    | 8°36′ с. ш. 144°33′ в. д.       |

Окружён коралловым рифом. В центре атолла расположена лагуна, которая соединена с океаническими водами небольшим проливом в юго-западной части. Растительность, типичная для других атоллов Тихого океана.
Климат на Фараулепе влажный тропический. Случаются разрушительные циклоны.

## История
Европейским первооткрывателем острова является испанский путешественник Хуан Родригес, проплывший мимо в 1696 году. 28 марта 1828 года на острове побывал российский путешественник Фёдор Литке. Впоследствии мимо атолла проплывало большое количество торговых и китобойных судов.
В 1899 году Фараулеп, как и другие Каролинские острова, перешил под контроль Германской империи. После Первой мировой войны остров перешёл к Японии, став впоследствии частью Южного Тихоокеанского мандата. После окончания Второй мировой войны остров перешёл под контроль США и с 1947 года управлялся был частью Подопечной территории Тихоокеанские острова. В 1979 году остров вошёл в состав Федеративных Штатов Микронезии.

## Население
В 2000 году на острове проживал 221 человек.

## Экономика
Основа экономики — сельское хозяйство (производство копры) и рыболовство.